# MS Fedra

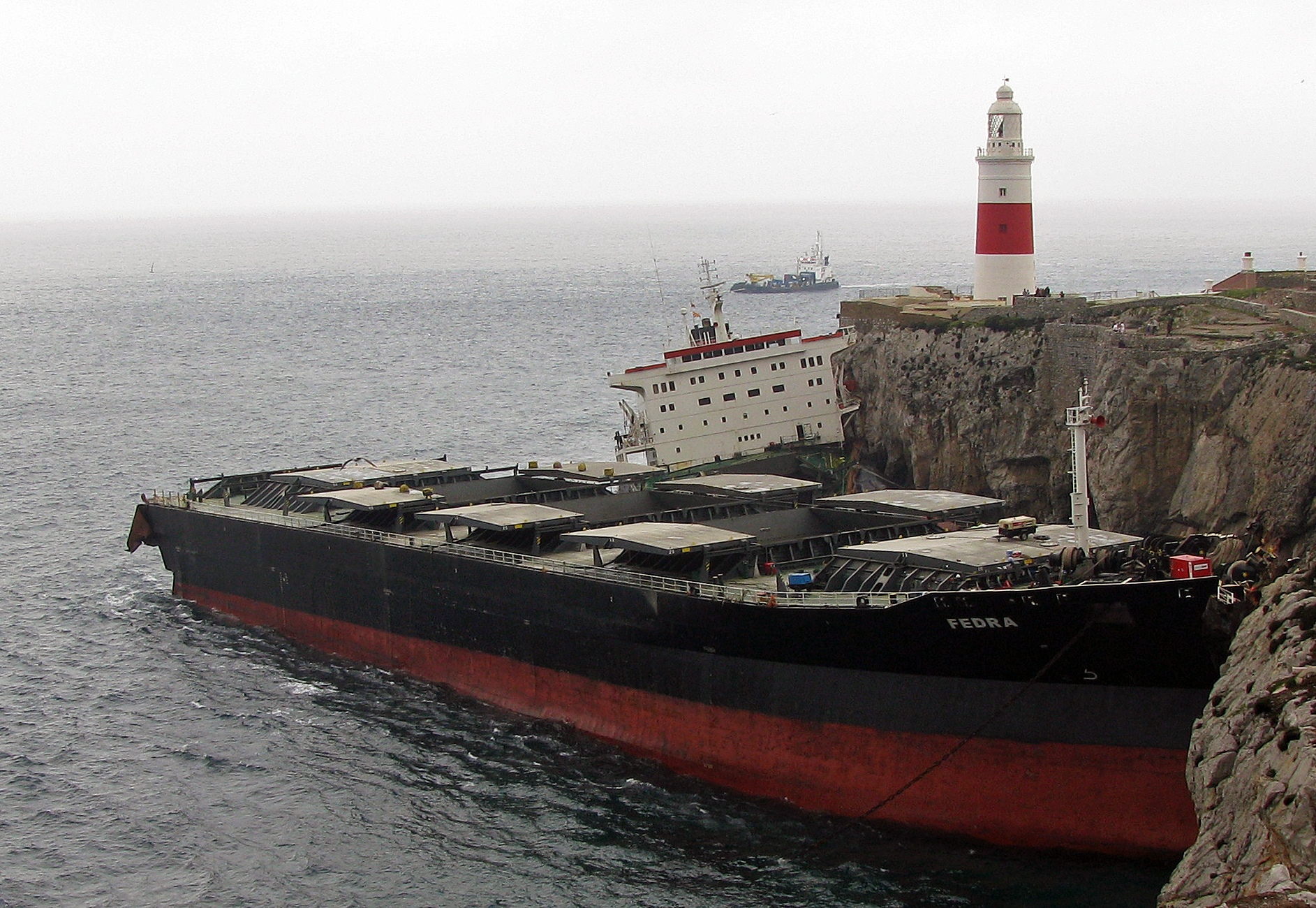
MS "Fedra" na skałach koło latarni morskiej Europa Point w Gibraltarze

MS Fedra – masowiec pływający pod banderą liberyjską; 10 października 2008 wszedł na skały i zatonął w Zatoce Algeciras u wybrzeży Gibraltaru.
MS Fedra została wybudowana w 1984 przez stocznię Burmeister & Wain w duńskiej Kopenhadze jako jedna z serii 19 bliźniaczych masowców o nośności 63.940 DWT, długości 224,85m i szerokości 32,25 m. Jednostka weszła do służby w październiku 1984.
Statek wszedł na skały u wybrzeży Gibraltaru podczas sztormu o sile ok. 12 stopni w skali Beauforta. Pięcioro z jego trzydziestojednoosobowej załogi udało się ewakuować drogą powietrzną, a resztę marynarzy uratowano za pomocą zaimprowizowanego dźwigu ratowniczego. Wkrótce po ewakuowaniu ludzi statek przełamał się i osiadł na mieliźnie. Wyciek około 150 ton paliwa zanieczyścił zachodnie wybrzeże Gibraltaru, ślady ropy były odnotowywane aż do wybrzeży Tarify.

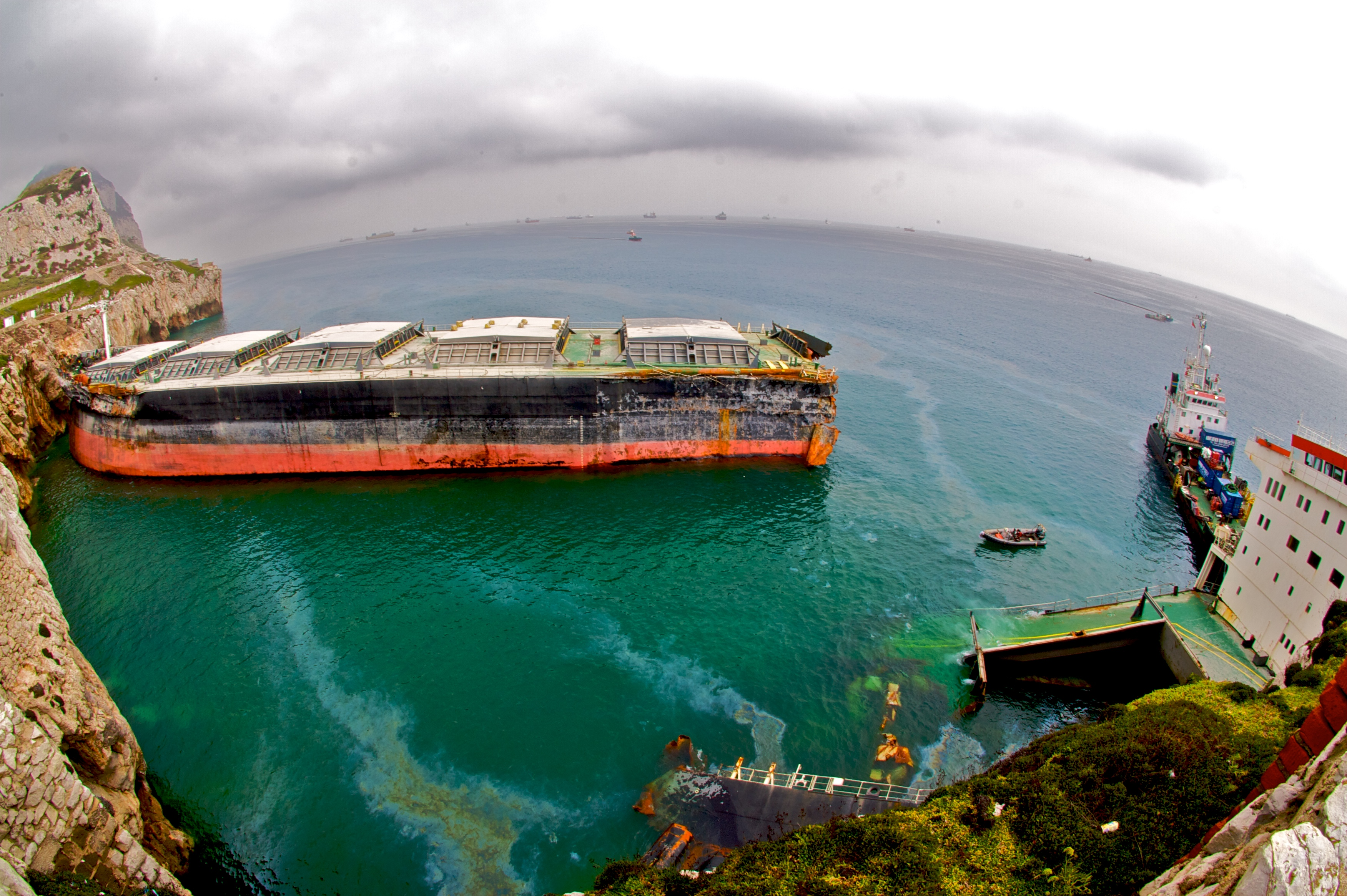
Przełamany wrak MS Fedra

Dziobowa część wraku została wydobyta w 2009 roku i odholowana do portu w Gibraltarze, a następnie pocięta na złom.